# 歐尼·麥登
歐文·文森特·麥登（Owen Vincent Madden，1891年12月18日—1965年4月24日）被稱為歐尼·麥登（Owney Madden），綽號「殺手」（The Killer），是曼哈頓主要的黑社會人物，最著名的是他在禁酒令期間參與有組織犯罪。他曾經營著名的棉花俱樂部，並在1930年代成為主要的拳擊籌辦人。

## 早年
歐文·文森特·麥登於1891年12月18日出生在英國列斯的一個工人階層家庭，他是Francis Madden和Mary Madden（娘家姓O'Neil）的兒子。
為了尋找工作，一家人首先搬到韋根，後來又搬到了利物浦，Francis打算帶著家人去美國，但還沒來得及實現這個願望前就去世了。
1901年，Mary Madden乘坐海洋號郵輪前往紐約，與她的寡居姐妹Elizabeth O'Neil住在曼哈頓第十大道352號。歐文和他的哥哥Martin被留在列斯的Springfield Terrace 36號的一間兒童之家，直到1902年，Mary終於有能力付得起他們的通行費。他們一家團聚，並在紐約歷史悠久的愛爾蘭社區中找到了一個家，這將永久地塑造了麥登的生活，使他在數以千計以紐約為家的其他愛爾蘭移民家庭中擁有一個可靠和忠誠的網絡。

## 禁酒令

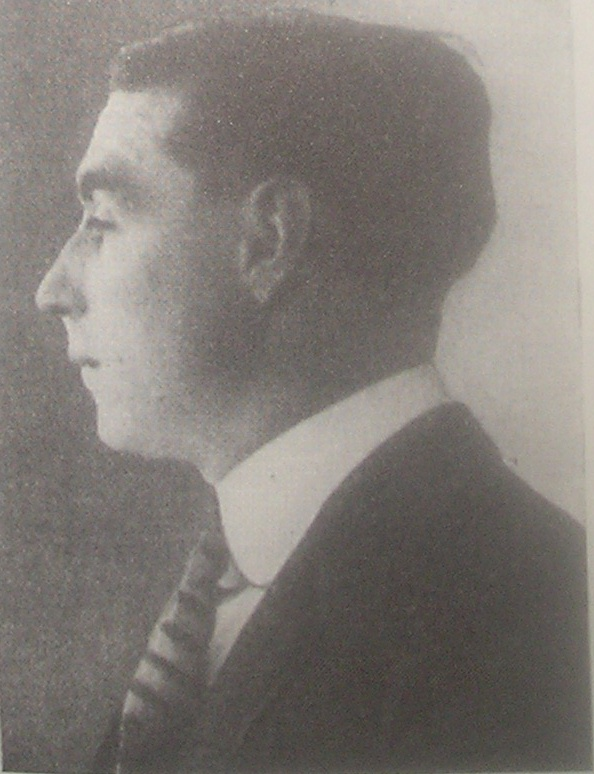
歐尼·麥登

麥登因過失殺人罪被判10至20年刑期中的7年，於1923年假釋出獄。當時地鼠幫（Gopher gang）已經瓦解，他自己派系的很多成員要麼在新新懲教所，要麼為私酒幫派工作。
出獄後，他的一個老朋友給了他一份工作，這名老朋友是麥登的前街頭幫派成員，已經向更好的地方發展。拉里·費伊對犯罪方面有著敏銳的頭腦。然而，他並不是最強壯的黑幫份子，他需要麥登的力量來幫助他建立的士生意，他的生意是他在禁酒令的初期，用走私加拿大威士忌的利潤建立起來的。費伊雇佣了一幫暴力的人幫助他控制百老匯沿線最賺錢的的士車站，而麥登成為了他們的頭目。後來，費伊還參與了紐約的牛奶貿易，試圖將牛奶運送變成一門敲詐。歐尼·麥登學得很快，而且很快著手成立自己的組織。
在此期間，麥登雇佣一位年輕的朋友作為私人司機。司機喬治·拉夫特後來成為了一名電影明星，他最出名是飾演黑幫人物的形象。
費伊曾利用禁酒令為其他企業籌集資金，但麥登認為這是個好機會不能錯過，很快就參與大量非法私酒生意，在地獄廚房（Hells Kitchen）區域建立了一個領地。1924年，麥登的幫派開始劫持屬於比爾·德懷爾的酒類貨物，但德懷爾並沒有去鬥爭，而是在德懷爾決定需要加強自己業務的執行方面時，將麥登收為合伙人。

## 棉花俱樂部
麥登和他以前的黑幫對手Big Frenchy De Mange（George Fox DeMange）變成合伙人，開始開設或收購一些當時最華麗的地下酒吧和夜總會，其中最著名的是傳奇的棉花俱樂部。
麥登在前重量級拳擊冠軍傑克·約翰遜手中購買了Club Deluxe俱樂部，並在一年後重新開業。夜總會的顧客從曼哈頓市中心湧入哈林區，觀看諸如凱伯·凱洛威、艾靈頓公爵、路易斯·岩士唐、蓮納·荷恩、比爾·「柏貞格」·羅賓遜和尼古拉斯兄弟等的表演者。麥登和他的合伙人比爾·德懷爾和Big Frenchy也用他們的方法硬擠進了高級的白鸛俱樂部，在那裡接待過有影響力的八卦專欄作家沃爾特·溫切爾。作為一位擁有二十多間夜總會的名人，麥登因為在禁酒令時代的活動而出名，被魅力化了。他的報復伎倆和對市政廳的賄賂也得到重視。

## 流放溫泉城
1932年，麥登參與謀殺文森特·「瘋狗」·科爾，科爾曾向包括DeMange和麥登在內的幾個黑幫分子勒索金錢。同年，麥登因違反假釋規定被捕後，開始面臨很多的警察騷擾和意大利黑手黨家族侵占他的地盤，直到他終於在1935年離開紐約。
拋掉敲詐勒索活動，麥登在阿肯色州的溫泉城定居下來，那裡已成為了各種罪犯的避難所，而市政府和警察部隊都腐敗不堪。他還參與了當地的犯罪活動，尤其是非法賭博。南方俱樂部（The Southern Club）成為黑幫份子的熱門夜總會；1936年，查理·「幸運」·盧西安諾在那裡被逮捕。麥登在1943年成為歸化的美國公民，並最終與郵政局長的女兒結婚。他一直住在溫泉城，直到1965年去世。

## 深入閱讀
- Asbury, Herbert. The Gangs Of New York: An Informal History of the Underworld. United Kingdom: Arrow Books 2002. ISBN 978-0-09-943674-4
- Clark, Neil G. Dock Boss: Eddie McGrath and the West Side Waterfront. New Jersey: Barricade Books, 2017. ISBN 1569808139
- English, T.J. Paddy Whacked: The Untold Story of the Irish American Gangster. New York: HarperCollins, 2005. ISBN 978-0-06-059002-4
- Kelly, Robert J. Encyclopedia of Organized Crime in the United States. Westport, Connecticut: Greenwood Press, 2000. ISBN 978-0-313-30653-2
- Messick, Hank. Lansky. London: Robert Hale & Company, 1973. ISBN 978-0-7091-3966-9
- Nown, Graham  The English Godfather: Owney Madden. London: Ward Lock, 1987. ISBN 978-0-7063-6590-0
- Sifakis, Carl. The Mafia Encyclopedia. New York: Da Capo Press, 2005. ISBN 978-0-8160-5694-1
- Downey, Patrick. "Gangster City: History of the New York Underworld 1900-1935". New Jersey: Barricade Books, 2004. ISBN 978-1-56980-267-0

## 外部連結
- Gophers, Goose Chasers, and the Early Years of Owney Madden by Allen May
- Louis Quincy Morse: Gangland Connection ?，存档于（存檔日期 April 28, 2006）
- Gangland Tours Owney Madden Video （页面存档备份，存于）
- Madden's entry at Encyclopedia of Arkansas History and Culture （页面存档备份，存于）